# فرودگاه بیرچ هیل
فرودگاه بیرچ هیل (به انگلیسی: Birch Hills Airport) یک فرودگاه همگانی است که یک باند فرود آسفالت دارد و طول باند آن ۸۱۱ متر است. این فرودگاه در کشور کانادا قرار دارد و در ارتفاع ۴۵۷ متری از سطح دریا واقع شده‌است.